# Jessica Simpson
Jessica Ann Simpson (Abilene (Texas), 10 juli 1980) is een Amerikaanse zangeres en actrice.

## Biografie

### Beginjaren als zangeres
Simpson werd geboren in Abilene, maar groeide op in Richardson, een voorstadje van Dallas. Ze is de dochter van Joe en Tina Simpson en oudere zus van Ashlee Simpson, die in 2004 haar eigen muziekcarrière startte. Jessica begon op twaalfjarige leeftijd te zingen in het kinderkoor van haar vaders kerk. Tevens probeerde de zangeres op die leeftijd mee te doen aan het televisieprogramma The New Mickey Mouse Club, waarin tienersterren als Britney Spears, Justin Timberlake en Christina Aguilera hun opwachting maakten. Jessica kwam echter niet door de audities heen.
Tijdens een kamp van het kerkkoor waar ze in zong, werd haar talent ontdekt en nam ze een cd op. Het schijfje is nooit uitgebracht, omdat het label waarop het verscheen, kort voor de release werd opgedoekt. Hierna kwam een demo van de zangeres in handen van Tommy Mottola, baas van platenlabel SONY Music. In Simpson zag hij een nieuw popartiest en hij bood haar meteen een platencontract voor meerdere albums aan. Jessica's eerste single I Wanna Love You Forever verscheen in 1999 behaalde nummer 3 in de hitlijst in de VS. Het debuutalbum Sweet Kisses verscheen kort daarna en verkocht ongeveer 2 miljoen stuks in Amerika alleen al. De tweede single I Think I'm In Love With You werd tevens een grote hit.
Ondanks het succes van haar eerste album, was Tommy Mottola niet tevreden met de behaalde resultaten. Buiten de VS werd Jessica's muziek koeltjes ontvangen door het publiek. De verkoop van haar platen kwam lang niet in de buurt van die van Britney Spears en Christina Aguilera. Om de verkoop meer te stimuleren, besloot Mottola om voor Simpson een meer sexy imago te creëren. 
Toen het tweede album van de zangeres - Irresistible genaamd - in 2001 verscheen, ging de promotie ervan gepaard met vergrote borsten, sexy videoclips en uitdagende fotosessies. Helaas bleek de actie van Mottola geen succes, want zowel het album als de singles flopten.
Op 26 oktober 2002 trad Simpson in het huwelijk met Nick Lachey, bekend als lid van boyband 98 Degrees. Voor haar derde album In This Skin uit 2003 haalde de zangeres inspiratie uit het huwelijk. De single With You werd een grote hit in de VS. Rond de tijd dat het album uitkwam, behaalde Jessica meer bekendheid doordat ze samen met haar echtgenoot in een realityshow, Newlyweds, te zien was op MTV. De combinatie van de twee geliefden (Jessica als spontane blonde 23jarige met de vreemdste acties en Nick Lachey als verstandige knul die zich meerdere malen afvroeg waarom hij zo'n niet verstandige vrouw aan de haak had geslagen) bleek goed te werken bij het publiek en het programma werd een grote hit. Eind 2004 verscheen Jessica's eerste kerstalbum ReJoyce: The Christmas Album.

### Van muziek naar film
Hierna maakte de zangeres de stap van muziek naar film. In 2004 begon Simpson met de opnames van The Dukes of Hazzard, waarin ze Daisy Duke speelde. De film kwam in de zomer van 2005 in de bioscopen en was aardig succesvol. Voor de soundtrack van de film nam Jessica de Nancy Sinatra-klassieker These Boots Are Made For Walkin op. Het lied kwam ook op single uit en werd in enkele landen een grote hit. Na maanden van geruchten in de media kondigde Simpson in november 2005 haar scheiding van Nick Lachey aan. Het huwelijk was op de klippen gelopen, omdat de twee uit elkaar waren gegroeid. Hiermee kwam er ook een eind aan het succesvolle Newlyweds. Opvallend genoeg werden Jessica en Nick na hun scheiding afzonderlijk van elkaar vaak door media gespot in het Amerikaanse nachtleven.
In 2006 bracht Simpson een geheel nieuw album uit: A Public Affair. De eerste single ervan, eveneens A Public Affair geheten, was een groot succes in de VS. Via haar website konden Jessica's fans een keuze maken tussen verschillende nummers waarvan er eentje uiteindelijk als tweede single zou verschijnen. Dat werd I Belong To Me, een nummer dat het album in de VS niet gehaald had. Toen A Public Affair in Europa verscheen (begin 2007) werd dit nummer aan de internationale versie toegevoegd. In de VS werd de single een flop, waardoor het album snel uit de charts verdween. A Public Affair was Simpsons slechtst verkopende album tot dan toe. Omdat de zangeres altijd al een grote liefde had voor country-muziek, werd in overleg met haar label besloten om een heel album in die stijl op te nemen. De cd verscheen half 2008 in de VS onder de titel Do You Know en bevatte onder meer een duet tussen Jessica en Dolly Parton. De eerste single, Come On Over, werd een hit in de Amerikaanse Country chart. Hoewel het album nummer 4 behaalde in de Amerikaanse albumlijst, werd het door critici genadeloos neergesabeld en uiteindelijk flopte de plaat nog harder dan Simpsons voorgaande elpee.

### Andere activiteiten
Naast haar carrière als zangeres en actrice houdt Jessica zich ook bezig met mode. Na de succesvolle lancering van haar bikinilijn besloot de blondine in 2008 zich ook te gaan storten op de productie van lingerie, schoenen, handtassen en zonnebrillen.

### Privé
Jessica is getrouwd geweest (2002-2005) met Nick Lachey. Met haar huidige echtgenoot, Americanfootballspeler Eric Johnson, heeft ze een dochter en een zoon.

## Discografie

### Albums
| Album met eventuele hitnotering(en) in de Nederlandse Album Top 100 | Datum van verschijnen | Datum van binnenkomst | Hoogste positie | Aantal weken | Opmerkingen                    |
| ------------------------------------------------------------------- | --------------------- | --------------------- | --------------- | ------------ | ------------------------------ |
| Sweet kisses                                                        | 1999                  | 15-4-2000             | 8               | 23           | 2x Platina in Verenigde Staten |
| Irresistible                                                        | 2001                  | -                     |                 |              | 2x Platina in Verenigde Staten |
| This is the remix                                                   | 2002                  | -                     |                 |              | Goud in Verenigde Staten       |
| In this skin                                                        | 2003                  | -                     |                 |              | 4x Platina in Verenigde Staten |
| Rejoice: The Christmas album                                        | 2004                  | -                     |                 |              | Platina in Verenigde Staten    |
| A Public Affair                                                     | 2006                  | -                     |                 |              | Goud in Verenigde Staten       |
| Do You Know                                                         | 2008                  | -                     |                 |              |                                |

### Singles
| Single met eventuele hitnotering(en) in de Nederlandse Top 40 | Datum van verschijnen | Datum van binnenkomst | Hoogste positie | Aantal weken | Opmerkingen                                               |
| ------------------------------------------------------------- | --------------------- | --------------------- | --------------- | ------------ | --------------------------------------------------------- |
| I wanna love you forever                                      | 1999                  | 18-3-2000             | 12              | 10           | Platina in Verenigde Staten                               |
| I think I'm in love with you                                  | 2000                  | 8-7-2000              | 24              | 6            |                                                           |
| Irresistible                                                  | 2001                  | 13-6-2001             | 31              | 5            | Goud in Verenigde Staten                                  |
| A little bit                                                  | 2001                  | 17-11-2001            | tip15           | -            |                                                           |
| These boots are made for walkin'                              | 2005                  | 3-9-2005              | 35              | 5            | Soundtrack The Dukes of Hazzard, Goud in Verenigde Staten |

### Singles niet uitgebracht in Nederland
- Where you are (2000)
- Sweetest sin (2003)
- With you (2004) Platina in Verenigde Staten
- Take my breath away (2004) Goud in Verenigde Staten
- Angels (2004)
- Let it snow, let it snow, let it snow (2004)
- What Christmas means to me (2004)
- A public affair  (2006) Platina in Verenigde Staten
- I belong to me (2006)
- You spin me round (Like a record) (2007)